# Hidruro de cobre
El hidruro de cobre es un compuesto inorgánico con la fórmula química CuHn, donde n ~ 0,95. Es un sólido rojo que rara vez se encuentra como composición pura y que se descompone en sus elementos. Se produce principalmente como agente reductor en síntesis orgánica y como precursor de diversos catalizadores. 

## Historia
En 1844, el químico francés Adolphe Wurtz sintetizó por primera vez el hidruro de cobre, reduciendo una solución acuosa de sulfato de cobre (II) con ácido hipofosforoso (H3PO2). En 2011, Panitat Hasin y Yiying Wu fueron los primeros en sintetizar un hidruro metálico (hidruro de cobre) utilizando la técnica de sonicación. El hidruro de cobre tiene la distinción de ser el primer hidruro metálico descubierto. En 2013, Donnerer et al. establecieron que, al menos hasta cincuenta gigapascales, el hidruro de cobre no puede sintetizarse solo mediante presión. Sin embargo, lograron sintetizar varias aleaciones de cobre e hidrógeno bajo presión.

## Propiedades químicas

### Estructura

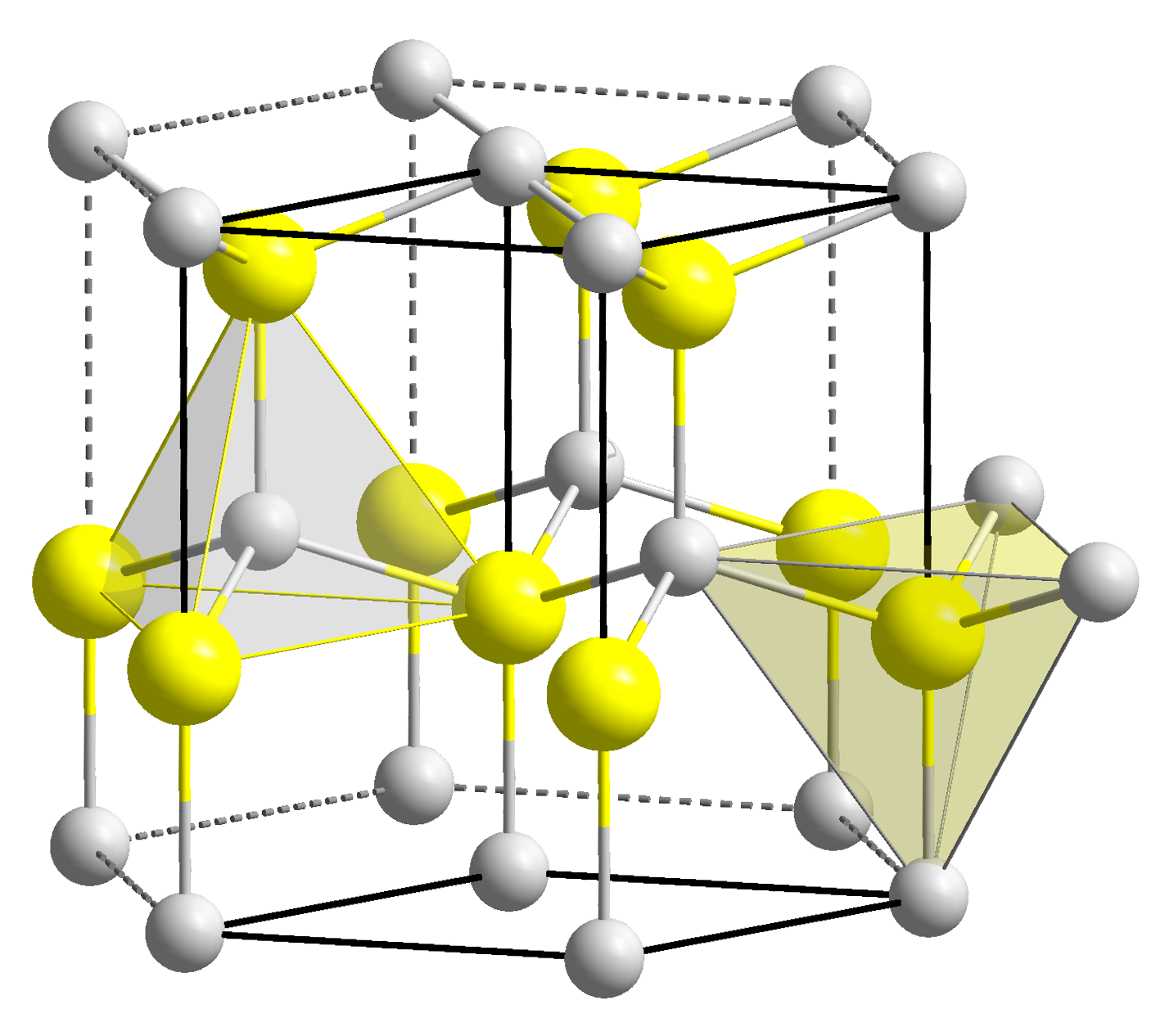
Estructura de la wurtzita

En el hidruro de cobre, los elementos adoptan la estructura cristalina de la Wurtzita   (polimérica), estando conectados por enlaces covalentes. 
El CuH consiste en un núcleo de CuH con una cubierta de agua que puede sustituirse en gran medida por etanol, lo que permite modificar las propiedades del CuH producido por vía acuosa.
Aunque todos los métodos de síntesis de CuH dan como resultado el mismo producto a granel, la ruta sintética elegida engendra propiedades superficiales diferentes. Los diferentes comportamientos del CuH obtenido por rutas acuosas y no acuosas pueden atribuirse a una combinación de tamaño de partícula muy diferente y terminación superficial disímil: hidroxilos enlazados para las rutas acuosas y un donante coordinado para las rutas no acuosas.

### Reacciones químicas
El CuH generalmente se comporta como una fuente de H – . Por ejemplo,  Wurtz describió la reacción de doble desplazamiento del CuH con ácido clorhídrico: 
CuH + HCl → CuCl + H
2
Cuando no se enfría por debajo de −5 grados Celsius (23,0 °F), el hidruro de cobre se descompone para producir gas hidrógeno y una mezcla que contiene cobre elemental:
2CuH → xCu•(2-x)CuH + ½x H
2 (0 < x < 2)
El hidruro de cobre sólido es el producto de la autopolimerización irreversible de la molécula original y no puede aislarse en una concentración determinada.

## Producción
El cobre no reacciona con el hidrógeno ni siquiera al calentarlo, por lo que los hidruros de cobre se fabrican indirectamente a partir de precursores de cobre (I) y cobre (II). Algunos ejemplos son la reducción del sulfato de cobre (II) con hipofosfito de sodio en presencia de ácido sulfúrico,  o más simplemente con ácido hipofosforoso. Se pueden utilizar otros agentes reductores, incluidos los hidruros de aluminio clásicos. 
4 Cu2+ + 6 H3PO2 + 6 H2O → 4 CuH + 6 H3PO3 + 8 H+
Las reacciones producen un precipitado de color rojo de CuH, que generalmente es impuro y se descompone lentamente para liberar hidrógeno, incluso a 0 °C.
2 CuH → 2Cu + H2
Esta lenta descomposición también tiene lugar bajo el agua, aunque existen informes que indican que el material se vuelve pirofórico si se seca.
En 2017, Lousada et al. publicaron un nuevo método de síntesis en el que se obtuvieron nanopartículas de CuH de alta pureza a partir de carbonato básico de cobre, CuCO3·Cu(OH)2. Este método es más rápido y tiene un mayor rendimiento químico que la síntesis basada en sulfato de cobre y produce nanopartículas de CuH con mayor pureza y una distribución de tamaños más pequeña. El CuH obtenido puede convertirse fácilmente en películas conductoras delgadas de Cu. Estas películas se obtienen pulverizando las nanopartículas de CuH en su medio de síntesis sobre algún soporte aislante. Tras el secado, se forman espontáneamente películas conductoras de cobre protegidas por una capa de óxidos mixtos de cobre.

### Sonicación reductora
El hidruro de cobre también se produce mediante sonicación reductora. En este proceso, el hexaaquacopper(II) y el hidrógeno (•) reaccionan para producir hidruro de cobre y oxonio según la siguiente ecuación:
[Cu(H2O)6]2+ + 3 H• → 1/n (CuH)n + 2 [H3O]+ + 4 H2O
El hidrógeno (•) se obtiene in situ mediante la sonicación homolítica del agua. La sonicación reductora produce hidruro de cobre molecular como producto intermedio.

## Aplicaciones en síntesis orgánica

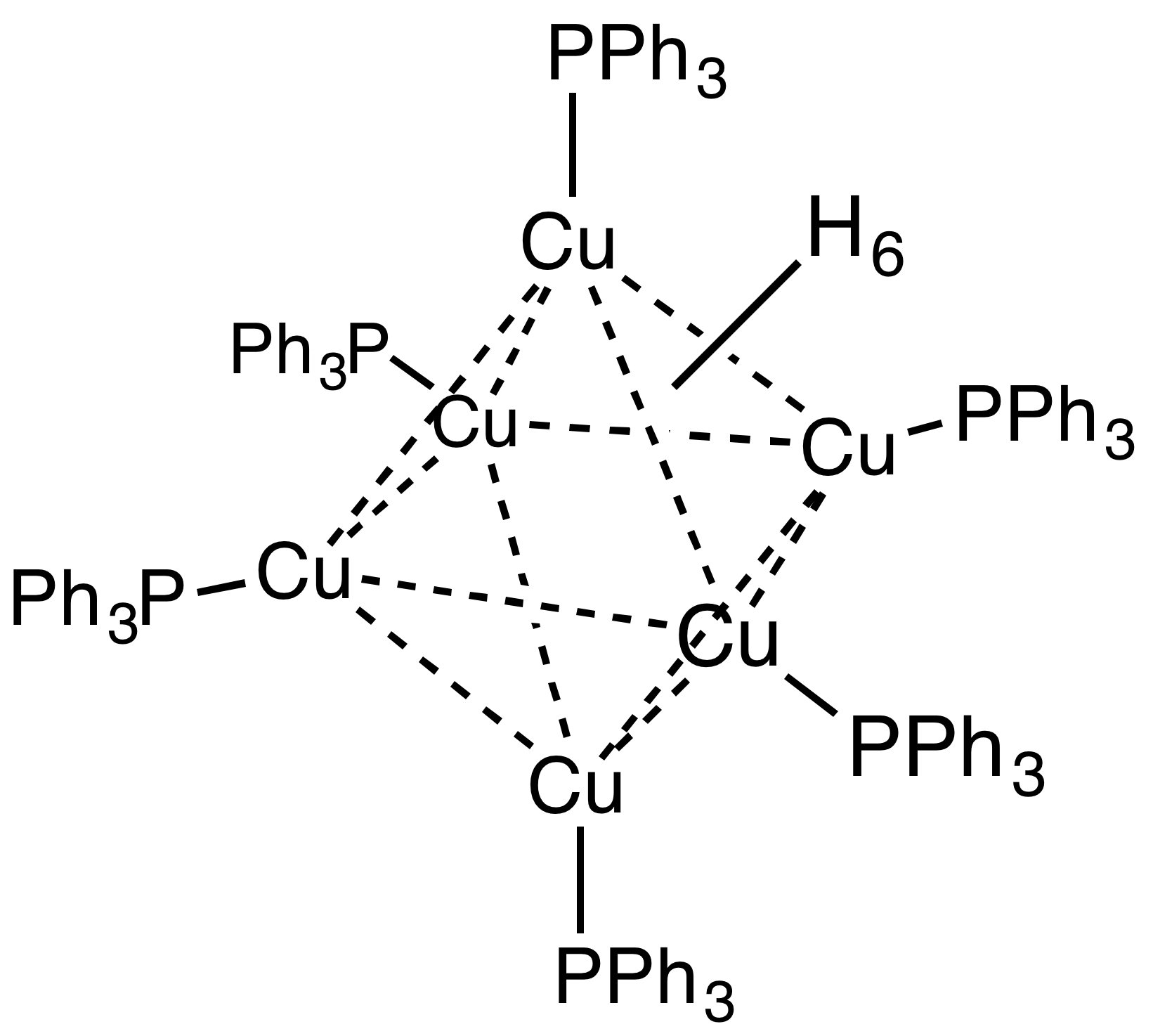
Estructura del [(Ph_{3}_{6}.

Se han desarrollado especies de hidruros de fosfina y NHC de cobre como reactivos en síntesis orgánica, aunque su uso es limitado. El más utilizado es el reactivo de Stryker, [(Ph3P)CuH]6, para la reducción de compuestos carbonílicos α,β-insaturados. Se puede utilizar H2 (al menos 80 psi) e hidrosilanos como reductor terminal, lo que permite utilizar una cantidad catalítica de [(Ph3P)CuH]6 para reacciones de reducción conjugada.  
Los complejos quirales de fosfina-cobre catalizan la hidrosilación de cetonas y ésteres con bajas enantioselectividades.  Una reducción enantioselectiva (80 a 92 % ee) de ésteres α,β-insaturados proquirales utiliza complejos Tol-BINAP de cobre en presencia de PMHS como reductor.  Posteriormente, se han desarrollado condiciones para la hidrosililación catalizada por CuH de cetonas  e iminas  obteniéndose así excelentes niveles de quimio y enantioselectividad.
La reactividad de las especies de L n CuH con alquenos débilmente activados (por ejemplo, estirenos, dienos) y no activados (por ejemplo, α-olefinas) y alquinos ha sido reconocida  y ha servido como base para varias reacciones de hidrofuncionalización formal catalizadas por cobre.   

## "Hidridocobre"
La especie diatómica CuH es un gas que ha atraído la atención de los espectroscopistas. Se polimeriza al condensarse. Un oligómero bien conocido es el octahedro-hexacuprano(6), que se encuentra en el reactivo de Stryker. El hidruro de cobre tiene un comportamiento ácido por la misma razón que el hidruro de cobre normal. Sin embargo, no forma soluciones acuosas estables, debido en parte a su autopolimerización y su tendencia a oxidarse por el agua. El hidruro de cobre precipita reversiblemente de la solución de piridina, como un sólido amorfo. Sin embargo, la disolución repetida produce la forma cristalina regular, que es insoluble. En condiciones estándar, el hidruro de cobre molecular se autopolimeriza para formar la forma cristalina, incluso en condiciones acuosas, de ahí el método de producción acuoso ideado por Wurtz.

### Producción
El hidruro de cobre molecular puede formarse mediante la reducción del yoduro de cobre con hidruro de litio y aluminio en éter y piridina.
4CuI + LiAlH4 → CuH + LiI + AlI3
Este fue descubierto por E. Wiberg y W. Henle en 1952.
La solución de este CuH en piridina tiende a ser de color rojo oscuro a naranja oscuro. Si se añade éter a esta solución, se forma un precipitado que se redisoluciona en piridina. Las impurezas de los productos de reacción permanecen en el producto.
En este estudio, se descubrió que la sustancia diatómica solidificada es distinta de la estructura de la wurtzita. La sustancia de estructura wurtzita era insoluble y se descomponía con yoduro de litio, pero no la especie diatómica solidificada. Además, la descomposición de la sustancia wurtzita está fuertemente catalizada por bases, mientras que la especie diatómica solidificada no se ve afectada en absoluto. 
Dilts distingue entre los dos hidruros de cobre como «hidruros de cobre insolubles» e «hidruros de cobre solubles». El hidruro soluble es susceptible de pirólisis en vacío y se completa por debajo de 100 °C.
El hidruro de cobre amorfo también se produce mediante reducción anhidra. En este proceso, el cobre (I) y el tetrahidroaluminato reaccionan para producir hidruro de cobre molecular y aductos de triyodoaluminio. El hidruro de cobre molecular se precipita en hidruro de cobre amorfo al añadir éter dietílico. A continuación, el hidruro de cobre amorfo se convierte en la fase Wurtz mediante recocido, acompañado de cierta descomposición. 

### Historia
El hidruro de cobre fue descubierto en 2000 por Bernath en la Universidad de Waterloo, al detectarlo en la emisión por vibración-rotación de una lámpara de cátodo hueco. Se detectó por primera vez como contaminante mientras se intentaba generar NeH+ utilizando la lámpara de cátodo hueco. El hidruro de cobre molecular tiene la distinción de ser el primer hidruro metálico detectado de esta forma. Se observaron las bandas vibracionales (1,0), (2,0) y (2,1), así como la división de líneas debida a la presencia de dos isótopos de cobre Cu63 y Cu65. 
Se ha afirmado que las líneas de absorción  A1Σ+-X1Σ+  del CuH se han observado en manchas solares y en la estrella 19 Piscium. 
En experimentos con vapores, se descubrió que el hidruro de cobre se produce a partir de los elementos tras la exposición a una radiación de 310 nanómetros.
Cu + H2 ↔ CuH + H•
Sin embargo, este método resultó inviable como sistema de producción, ya que es difícil de controlar. La barrera de activación de la reacción inversa es prácticamente inexistente, por lo que se produce sin problemas incluso a 20 grados Kelvin.

## Otros hidruros de cobre
También existe un dihidruro binario (CuH2), que actúa como intermediario reactivo inestable en la reducción del hidruro de cobre por hidrógeno atómico.